# 乳胞蓑藓
乳胞蓑藓（学名：Macromitrium uraiense）为木灵藓科蓑藓属下的一个种。